# Cwetana Manewa
Cwetana Manewa (bułg.: Цветана Манева, ur. 30 stycznia 1944 w Płowdiwie) – bułgarska aktorka teatralna i filmowa. Zadebiutowała w kinie w latach 60. i pojawiła się w ponad 50 filmach zyskując dużą popularność. W latach 1986–1989 była przewodniczącą Związku Artystów w Bułgarii, w 2003 roku otrzymała honorowy tytuł profesora na Nowym Uniwersytecie Bułgarskim. W 1985 roku zagrała w filmie Stanisława Jędryki Porwanie.

## Wybrane role
- 1963: Kaloyan
- 1967: Noc bez końca , tyt. org. Nay-dalgata nosht
- 1968: Królewski urlop, tyt. org. Shvedskite krale
- 1972: Avtostop
- 1972: Treta sled slantzeto
- 1973: Poslednata duma
- 1973: Wielka nuda, tyt. org. Golyamata skuka
- 1974: Iwan Kondarew
- 1974: Posledniyat ergen
- 1974: Trudna lyubov
- 1975: Svatbite na Yoan Asen
- 1975: Nachaloto na denya
- 1975: Zbuntowani, tyt. org. Buna
- 1976: Da izyadesh yabalkata
- 1976: Vinata
- 1977: Chirurdzy, tyt. org. Hirourzi
- 1977: Basen, tyt. org. Baseynat
- 1978: Stanowisko: ordynans, tyt. org. Sluzhebno polozhenie-ordinaretz
- 1979: Voynata na taralezhite
- 1980: Noshtnite bdeniya na pop Vecherko
- 1980: Vazdushniyat chovek
- 1980: Panie proszą, tyt. org. Dami kanyat
- 1981: Milost za zhivite
- 1981: Miara według miary, tyt. org. Mera spored mera
- 1982: Pod odnim nebom
- 1983: Dla jednej trójki, tyt. org. Za edna troyka
- 1983: Cherno i byalo
- 1984: Izdirva se
- 1984: Niebezpieczny urok, tyt. org. Opasen char
- 1984: Otkoga te chakam
- 1985: Yan Bibiyan
- 1985: Tarsi se saprug za mama
- 1985: Zabravete tozi sluchay
- 1985: Ne se sardi, choveche
- 1985: Mechtanie sam az
- 1985: Porwanie, tyt. org. Bulgarian Rhapsody
- 1986: Poema
- 1987: Nenuzhen antrakt
- 1987: Mechtateli
- 1989: Brachni shegi
- 1995: Tarkalyashti se kamani
- 1996: Necista krv
- 1996: Plateno Milosardie
- 1997: Don Kikhot vozvrashchaetsya
- 2001: Druidzi
- 2001: Sudbata kato pluh
- 2002: List otbrulen
- 2003: Edna kaloria nezhnos
- 2004: Izpepelyavane
- 2008: Edinstvenata lyubovna istoriya, koyato Hemingway ne opisa
- 2010: Zad kadar
- 2011: Agent pod przykryciem, tyt. org. Pod Prikritie
- 2018: Away from the shore